# Bottle Pop
„Bottle Pop” este un cântec al grupului muzical Pussycat Dolls. Piesa este inclusă pe cel de-al doilea material discografic de studio al grupului, intitulat Doll Domination. „Bottle Pop” va fi lansat drept cel de-al patrulea single al albumului în America de Nord și cel de-al treilea în restul lumii. Melodia a intrat în clasamentele din Canada, fără a fi lansat oficial. Acest lucru se datorează numărului mare de descărcări digitale înregistrate în săptămâna lansări lui Doll Domination. Astfel, „Bottle Pop” a debutat în Canadian Hot 100 pe poziția cu numărul 88, însă a coborât din clasament în săptămâna următoare.
„Bottle Pop” a fost întâmpinat cu reacții ambivalente din partea criticilor muzicali contemporani; unii au fost receptivi la producția piesei și au ales-o drept unul dintre cele mai bune momente ale lui Doll Domination, în timp ce alții au criticat interpretarea lui Snoop Dogg, numind-o lentă. Cântecul a ajuns pe primul loc în topul american Dance Club Songs și a atins un vârf pe locul 17 în Australia și Noua Zeelandă. Un videoclip muzical însoțitor pentru cântec a fost regizat de Thomas Kloss și filmat în ianuarie 2009. Acesta prezintă Pussycat Dolls interpretând melodia în machiaj și costume extravagante. A fost inclus pe lista de piese pentru turneul lor Doll Domination (2009).

## Clasamente
| Clasament              | Poziția maximă | Referință |
| ---------------------- | -------------- | --------- |
| Canadian Digital Songs | 53             | [ 2 ]     |
| Canadian Hot 100       | 88             | [ 3 ]     |